# Mansa nigromaculata
Mansa nigromaculata är en stekelart som först beskrevs av Cameron 1902.  Mansa nigromaculata ingår i släktet Mansa och familjen brokparasitsteklar. Inga underarter finns listade i Catalogue of Life.